# 日本十钱硬币
十钱硬币（日语：十銭硬貨）是日本历史上曾发行的一种辅助货币，面额为“十钱”，每十枚值一日元。该币最早制造于明治三年（1870年），至昭和二十一年（1946年）停铸。历明治、大正和昭和三位日本天皇在位时期。硬币材质方面，发行流通的一钱硬币曾先后以银、白铜（铜镍合金）、纯镍、青铜、铝和锡等金属或合金制造。此外，日本还曾发行过十钱纸币。1953年，日本政府颁布《小额通货整理法》，面额低于1日元的货币被废止，十钱硬币与其他的小额货币皆退出流通。

## 基本資訊
| 版别           | 图案 | 年份           | 直径    | 重量                                              | 材质                       | 正面描述                     | 背面描述                               | 来源              |
| -------------- | ---- | -------------- | ------- | ------------------------------------------------- | -------------------------- | ---------------------------- | -------------------------------------- | ----------------- |
| 旭日龙十钱银币 |      | 1870年         | 17.57mm | 2.50g                                             | 银80%、铜20%               | 龙、国号、年号纪年、面额     | 菊纹、旭日、桐纹、蔓草                 | [ 3 ] [ 4 ]       |
| 龙十钱银币     |      | 1873年－1906年 | 17.57mm | 2.69g                                             | 银80%、铜20%               | 龙、国号、年号纪年、英文面额 | 菊纹、面额、蔓草                       | [ 4 ]             |
| 旭日十钱银币   |      | 1907年－1917年 | 17.57mm | 2.25g                                             | 银72%、铜28                | 菊纹、面额、蔓草             | 旭日、国号、年号纪年、英文面额         | [ 4 ] [ 5 ] [ 6 ] |
| 八咫乌十钱银币 |      | 1918年－1919年 | 16.06mm | 1.50g                                             | 银72%、铜28                | 菊纹、面额、鳳凰、桐纹       | 旭日、八咫烏、国号、年号纪年、英文面额 | [ 7 ]             |
| 十钱白铜币     |      | 1920年－1932年 | 22.12mm | 3.75g                                             | 铜75%、镍25%               | 菊纹、面额、桐树             | 八棱镜、青海波、国号、年号纪年         | [ 5 ] [ 8 ]       |
| 十钱镍币       |      | 1933年－1937年 | 22mm    | 4g                                                | 镍100%                     | 菊纹、面额、五七桐纹、蔓草   | 樱花、青海波、国号、年号纪年           | [ 5 ] [ 9 ]       |
| 十钱铝青铜币   |      | 1938年－1940年 | 22mm    | 4g                                                | 铜95%、铝5%                | 菊纹、面额、波涛、旭光       | 二重樱花、国号、年号纪年、五七桐纹     | [ 5 ] [ 10 ]      |
| 菊十钱铝币     |      | 1940年－1943年 | 22mm    | 1.5g（1940年） 1.2g（1941年-1942年） 1g（1943年） | 铝100%                     | 菊纹、面额、蔓草             | 二重樱花、国号、年号纪年               | [ 5 ] [ 11 ]      |
| 十钱锡币       |      | 1944年         | 19mm    | 2.4g                                              | 锡93%、锌7%                | 菊纹、面额、桐纹、祥云       | 国号、年号纪年                         | [ 5 ] [ 12 ]      |
| 十钱陶币       |      | 1945年         | 21.9mm  | 2.4g                                              | 长石10〜15%、砥石粉85〜90% | 菊纹、面额、水稻             | 桐纹、国号、年号纪年                   |                   |
| 稻十钱铝币     |      | 1945年－1946年 | 22mm    | 1g                                                | 铝100%                     | 菊纹、水稻、面额             | 面额“10”、“日本政府”、年号纪年、樱花   | [ 5 ] [ 13 ]      |

## 版别与铸造量

### 明治年间
明治元年（1868年），日本决定按照欧美的货币样式铸行新货币，并将货币单位由本来的两和文改变为圆、钱和厘。但直到明治二年，发行的仍是旧样式的货币。明治四年（1871年），日本颁布《新货条例》，正式确定新币的样式。最早的十钱硬币为旭日龙十钱银币，币面年号为“明治三年”。该币的币面设计内容与一日圆的相同，除面额文字外，其他均可在缩放后一一对应，该币直径五分八厘（17.57mm），重六分六七〇〇六（2.50g），材质为银80%、铜20%。该币正面以珠点圆环分为内外两层，内层为龙的图案，龙首朝左，龙口张口作阿形，外圈文字全部朝向钱币中心，顺时针为“大日本·明治三年·十錢”；背面也以珠点圆环分为内外两层，内层为旭日图案，外圈上方为菊花紋章，菊花两侧各有一个桐纹，下方为蔓草图案，左邊圖案為泡桐的枝葉及花，右邊圖案為菊花的枝葉及花。
明治五年（1872年）十一月，日本太政官颁布太政官达修正《新货条例》，新版的龙十钱银币开始发行，该版式币材、直徑未变，但重量增加到七分一八八五（2.69g），正面与旭日龙五钱银币相似，仅下方的面额改为顺时针书写的英文“10 SEN”，年份有“明治六年”至“明治三十九年”多个种类；背面则中央为面额“十錢”，上方為菊紋，下方為蔓草。重量的变化据称是因为每1日元辅币中含银量低于一日元银圆的，不被民众接受，而不得不提高重量。
明治四十年（1907年）三月，《貨幣法》修正，十钱银币重量改为六分（2.25g），同年铸造发行旭日十钱银币，币面图文与龙十钱银币相比，仅将龙图改为旭日，其他未发生变化。
| 版别           | 币面纪年     | 公元纪年 | 铸造量/枚  | 备注                     |
| -------------- | ------------ | -------- | ---------- | ------------------------ |
| 旭日龙十钱银币 | 明治三年     | 1870年   | 6,102,674  | 龙图分角鳞、波鳞两种样式 |
| 龙十钱银币     | 明治六年     | 1873年   | 5,109,951  |                          |
| 龙十钱银币     | 明治七年     | 1874年   | 7,806,493  |                          |
| 龙十钱银币     | 明治八年     | 1875年   | 8,977,419  |                          |
| 龙十钱银币     | 明治九年     | 1876年   | 11,890,000 |                          |
| 龙十钱银币     | 明治十年     | 1877年   | 20,352,136 |                          |
| 龙十钱银币     | 明治十三年   | 1880年   | 77         |                          |
| 龙十钱银币     | 明治十八年   | 1885年   | 9,763,333  |                          |
| 龙十钱银币     | 明治二十年   | 1887年   | 10,421,616 |                          |
| 龙十钱银币     | 明治二十一年 | 1888年   | 8,177,229  |                          |
| 龙十钱银币     | 明治二十四年 | 1891年   | 5,000,000  |                          |
| 龙十钱银币     | 明治二十五年 | 1892年   | 5,000,000  |                          |
| 龙十钱银币     | 明治二十六年 | 1893年   | 12,000,000 |                          |
| 龙十钱银币     | 明治二十七年 | 1894年   | 11,000,000 |                          |
| 龙十钱银币     | 明治二十八年 | 1895年   | 13,719,054 |                          |
| 龙十钱银币     | 明治二十九年 | 1896年   | 15,080,506 |                          |
| 龙十钱银币     | 明治三十年   | 1897年   | 20,357,439 |                          |
| 龙十钱银币     | 明治三十一年 | 1898年   | 13,643,001 |                          |
| 龙十钱银币     | 明治三十二年 | 1899年   | 26,216,579 |                          |
| 龙十钱银币     | 明治三十三年 | 1900年   | 8,183,421  |                          |
| 龙十钱银币     | 明治三十四年 | 1901年   | 797,561    |                          |
| 龙十钱银币     | 明治三十五年 | 1902年   | 1,204,439  |                          |
| 龙十钱银币     | 明治三十七年 | 1904年   | 11,106,638 |                          |
| 龙十钱银币     | 明治三十八年 | 1905年   | 34,182,194 |                          |
| 龙十钱银币     | 明治三十九年 | 1906年   | 4,710,168  |                          |
| 旭日十钱银币   | 明治四十年   | 1907年   | 12,000,000 |                          |
| 旭日十钱银币   | 明治四十一年 | 1908年   | 12,273,239 |                          |
| 旭日十钱银币   | 明治四十二年 | 1909年   | 20,279,846 |                          |
| 旭日十钱银币   | 明治四十三年 | 1910年   | 20,339,816 |                          |
| 旭日十钱银币   | 明治四十四年 | 1911年   | 38,729,680 |                          |
| 旭日十钱银币   | 明治四十五年 | 1912年   | 10,755,009 |                          |

### 大正年间
大正初年，仍继续依照明治末年样式制造发行旭日十钱银币。受第一次世界大战影响，大正五年（1916年）开始，国际银价高腾，到1917年8月，旭日十钱银币的金属价格就超过了面额。大量银币被熔铸，并开始流失海外。大正六年（1917年），日本政府开始发行包括十钱纸币在内的小额政府纸币。大正七年（1918年）通过《货币法》修正案，开始铸造发行大幅减重至四分（1.50g）的十钱银币，该币正面左右分别为一只凤凰，中央为汉字面额“十錢”，上方為菊紋，下方為桐紋；背面中央為以旭日為襯底的八咫烏，左上、右上、正下方分別有一朵櫻花将外圈文字间隔为三段，正上方文字朝上，為國號“大日本”，右下方年号纪年及左下方英文面额“10 SEN”则朝向币面中央，纪年有“大正七年”和“大正八年”两种。由于银价再次暴涨，大正九年（1920年），十钱银币正式被改为白铜币，与大正六年开始发行的五钱白铜币的样式相同，同时五钱白铜币缩小了尺寸、重量。该币正面上方为菊花紋章，菊章两侧各有一字，合为面额“十錢”，下方为泡桐图案；背面中央为八棱镜，八棱镜与外缘之间以青海波为底纹，上为国号“大日本”，下为年号纪年“大正○○年”（○○为纪年汉字）。
| 版别           | 币面纪年   | 公元纪年 | 铸造量/枚   | 备注 |
| -------------- | ---------- | -------- | ----------- | ---- |
| 旭日十钱银币   | 大正元年   | 1912年   | 10,344,307  |      |
| 旭日十钱银币   | 大正二年   | 1913年   | 13,321,466  |      |
| 旭日十钱银币   | 大正三年   | 1914年   | 10,325,327  |      |
| 旭日十钱银币   | 大正四年   | 1915年   | 16,836,225  |      |
| 旭日十钱银币   | 大正五年   | 1916年   | 10,324,128  |      |
| 旭日十钱银币   | 大正六年   | 1917年   | 35,170,906  |      |
| 八咫乌十钱银币 | 大正七年   | 1918年   | 22,000,000  |      |
| 八咫乌十钱银币 | 大正八年   | 1919年   | 40,050,000  |      |
| 十钱白铜币     | 大正九年   | 1920年   | 4,894,420   |      |
| 十钱白铜币     | 大正十年   | 1921年   | 61,870,000  |      |
| 十钱白铜币     | 大正十一年 | 1922年   | 159,770,000 |      |
| 十钱白铜币     | 大正十二年 | 1923年   | 190,010,000 |      |
| 十钱白铜币     | 大正十四年 | 1925年   | 54,475,000  |      |
| 十钱白铜币     | 大正十五年 | 1926年   | 58,675,000  |      |

### 昭和年间
昭和初年，仍继续依照大正末年样式制造发行十钱白铜币。昭和八年（1933年），十钱硬币的材质被改为纯镍，尺寸、重量也发生变化，十钱镍币正面上方为菊花紋章，菊章两侧各有一字，合为面额“十錢”，下方为五七桐纹章，菊章、穿孔和桐章均有蔓草纹环绕；背面衬底分为三列，左右为青海波，中间为光面，上方为国号“大日本”，下方为年号纪年“昭和○○年”（○○为纪年汉字）。发行镍币的一个原因是为战争储备金属镍，随着日本在昭和十二年（1937年）发动蘆溝橋事變，全面侵華，镍币也在次年被铝青铜币取代。昭和十三年（1938年），日本颁布《临时通货法》，十钱硬币材质改为铝青铜，该币正面上方为菊花紋章，下方为波涛，中间以旭光为衬，左右各一字，合为面额“十錢”；背面穿孔处为二重樱花图案，上为国号“大日本”，下为年号纪年，左右各一个五七桐纹章。1939年，第二次世界大战爆发，1941年日本发动太平洋战争，铜作为军事战略物资变得非常紧缺，十钱硬币在1940年改由纯铝制造。十钱铝币正面中央为菊花紋章，菊章上为面额“十錢”，下方为蔓草图案；背面中央为二重樱花图案，上为国号“大日本”，下为年号纪年。随着日本在战场上损失大量飞机，金属铝越来越稀缺，十钱铝币在1941年和1943年两度减轻重量。随着战局的进一步恶化，铝币在1944年停止制造，改用易于从被日本占领的东南亚各国获取的金属锡制造新版货币。十钱锡币币材为锡93%、锌7%，正面上方为菊花紋章，菊章两侧各有一字，合为面额“十錢”，下方为桐纹和祥云，背面设计简单，只有国号和纪年钱文，未设计任何图案。随着战局恶化，金属锡的来源也被切断，日本开始发行十钱纸币，并曾打算制造十钱陶币。日本投降後，進入盟軍佔領時期，日本造币局重新开始生产十钱铝币，新铝币正面中央为水稻稻穗图案，上方为菊花紋章，下方为面额“十錢”；背面中央为阿拉伯数字面额“10”和樱花图案，上为取代了“大日本”的“日本政府”，下为年号纪年，有“昭和二十年”和“昭和二十一年”两种。
| 版别         | 币面纪年     | 公元纪年 | 铸造量/枚   | 备注   |
| ------------ | ------------ | -------- | ----------- | ------ |
| 十钱白铜币   | 昭和二年     | 1927年   | 36,050,000  |        |
| 十钱白铜币   | 昭和三年     | 1928年   | 41,450,000  |        |
| 十钱白铜币   | 昭和四年     | 1929年   | 10,050,000  |        |
| 十钱白铜币   | 昭和六年     | 1931年   | 1,850,087   |        |
| 十钱白铜币   | 昭和七年     | 1932年   | 23,151,177  |        |
| 十钱镍币     | 昭和八年     | 1933年   | 14,570,714  |        |
| 十钱镍币     | 昭和九年     | 1934年   | 37,351,832  |        |
| 十钱镍币     | 昭和十年     | 1935年   | 35,586,755  |        |
| 十钱镍币     | 昭和十一年   | 1936年   | 77,948,804  |        |
| 十钱镍币     | 昭和十二年   | 1937年   | 40,001,969  |        |
| 十钱铝青铜币 | 昭和十三年   | 1938年   | 46,999,990  |        |
| 十钱铝青铜币 | 昭和十四年   | 1939年   | 121,500,000 |        |
| 十钱铝青铜币 | 昭和十五年   | 1940年   | 165,000,000 |        |
| 菊十钱铝币   | 昭和十五年   | 1940年   | 575,600,000 |        |
| 菊十钱铝币   | 昭和十六年   | 1941年   | 575,600,000 | 1.5g版 |
| 菊十钱铝币   | 昭和十六年   | 1941年   | 944,900,000 | 1.2g版 |
| 菊十钱铝币   | 昭和十七年   | 1942年   | 944,900,000 |        |
| 菊十钱铝币   | 昭和十八年   | 1943年   | 944,900,000 | 1.2g版 |
| 菊十钱铝币   | 昭和十八年   | 1943年   | 756,000,000 | 1g版   |
| 十钱锡币     | 昭和十九年   | 1944年   | 450,000,000 |        |
| 稻十钱铝币   | 昭和二十年   | 1945年   | 237,590,000 |        |
| 稻十钱铝币   | 昭和二十一年 | 1946年   | 237,590,000 |        |

## 备注
1. ↑  此处为币面年份对应的公元纪年
2. ↑  各资料中对正面、背面的判定或有不同，本表从旭日十钱银币开始以带有菊纹的一面为正面，此前则以其为背面
3. ↑  《新货条例》于明治八年改称《貨幣條例》，明治三十九年被《貨幣法》取代。